# Rudi Verkempinck
Rudi Verkempinck (25 februari 1966) is een  voormalige Belgisch voetbalcoach.

## Carrière
Verkempinck, een LO-licentiaat, is sinds 1989 actief als voetbalcoach. Hij begon zijn loopbaan bij derdeklasser Eendracht Wervik en trok nadien naar eersteklasser Cercle Brugge. Bij die club begon hij in 1992 als assistent van Henk Houwaart en later ook van Jerko Tipurić.
Door de slechte resultaten in het seizoen 1996/97 werd Tipurić aan de deur gezet en kreeg Verkempinck de functie van hoofdcoach. Hij kon niet beletten dat de club naar Tweede Klasse zakte. Verkempinck bleef ondanks de degradatie ook het volgende seizoen trainer bij Cercle. Na acht speeldagen werd hij ontslagen en opgevolgd door zijn assistent Ronny Desmedt. In 1998 werd Verkempinck bij tweedeklasser KV Mechelen aangenomen, maar nog voor het einde van het seizoen werd hij ontslagen en vervangen door speler Gunther Jacob.
Begin 21e eeuw keerde Verkempinck naar Derde Klasse. Hij trainde achtereenvolgens KRC Gent-Zeehaven en Waasland Red Star. In 2004, nadat hij in Derde Klasse kampioen was geworden, werd hij de nieuwe coach van tweedeklasser KV Kortrijk. Maar de West-Vlaamse club zette hem al na enkele weken aan de deur. Later dat seizoen ging hij aan de slag bij reeksgenoot VW Hamme. Op een gegeven moment haalde hij met die club zelfs de eindronde. In 2007 mocht hij echter ook bij Hamme vertrekken.
Verkempinck keerde dan voor één seizoen terug naar zijn ex-club Waasland Red Star, met wie hij destijds kampioen was geworden. Hij maakte het seizoen af en werd nadien beloftencoach bij KV Kortrijk. Hij ruilde de club in april 2009 in voor Al-Hilal, waar hij de assistent werd van Georges Leekens. Toen Leekens vervolgens terugkeerde naar Kortrijk, volgde Verkempinck hem. Onder leiding van Leekens en Verkempinck haalde Kortrijk in 2010 play-off 1.
In mei 2011 werd hij bij Club Brugge aangewezen als de nieuwe assistent van hoofdcoach Adrie Koster. Verkempinck volgde bij blauw-zwart Peter Balette op. Op 30 oktober 2011 werd Koster aan de deur gezet. Verkempinck werd ad interim aangesteld als zijn vervanger. Begin november werd de Duitser Christoph Daum voorgesteld als opvolger van Koster bij Club Brugge
Naast zijn trainersactiviteiten gaf hij les aan de VILO Meulebeke. Hij is (tijdelijk) gestopt met lesgeven door zijn interimjob bij Club Brugge. Op 4 november 2012 werd Verkempinck samen met Georges Leekens ontslagen bij Club Brugge.
Van augustus 2013 tot maart 2014 was Verkempinck assistent van Christoph Daum bij het Turkse Bursaspor. Van juli 2016 tot september 2017 was hij opnieuw assistent van Daum bij de nationale ploeg van Roemenië. Eind december 2018 werd Verkempinck aangesteld tot hoofdcoach van KVK Westhoek. De opdracht was om Westhoek te vrijwaren van degradatie. Westhoek eindigde op de 10 de plaats. Verkempinck besliste zelf na de redding van de samenwerking stil te zetten. Na zijn vertrek bleef hij lesgeven op de sportschool in Meulebeke.

### KFC Mandel United
In april 2021 ging Verkempinck aan de slag bij eerstenationaler KFC Mandel United, dat toen net in handen was gekomen van de Franse investeringsgroep Strive Football Group. Het vernieuwde Mandel United sprak de ambitie uit om snel naar Eerste klasse B te promoveren en versterkte zich in het tussenseizoen met namen als Tom Van Hyfte, Roman Ferber en Loïc Ritière. Verkempinck slaagde er echter niet in om de ambities waar te maken: de club behaalde pas na vijf speeldagen zijn eerste competitiezege van het seizoen en gleed na de 5-2-nederlaag tegen FC Knokke op 14 november 2021 af naar de laatste plaats in Eerste nationale. Een dag later werd Verkempinck ontslagen. De Lichterveldenaar behaalde uiteindelijk meer zeges in de Beker van België dan in de competitie, want daar loodste hij Mandel United voorbij RSC Habay-la-Neuve en Racing Waregem alvorens in de vijfde ronde na strafschoppen te worden gewipt door reeksgenoot Sint-Eloois-Winkel Sport.